# Литванизација
Литванизација је процес насилне и ненасилне асимилације литванске културе и језика од стране не-литванских народа.

## Историја
У раном средњем веку, консолидација племена литванске кнежевине довела је до њихове постепене литванизације. Накнадни развој земаља суседних балтичких племена довео је до њихове асимилације (потпуне или делимичне) Селова, Јатвјага, Надрова и Курша. Културне и верске сличности појачале су овај процес.
Руске земље у Великом војводству Литванији у периоду 18.-19. веку биле су подвргнуте извесној литвинизацији. Већи део Великог војводства Литваније био је источнословенски, а због верског, језичког и културног развоја источнословенских земаља, славизација балтичких племена била је широко распрострањена. Поред тога, након завршетка ширења Великог војводства Литваније, словенски кнежеви су у балтичке земље донели словенски језик и културу. Чак и ако су Гедиминовићи постављени за гувернера на балтичким земљама, они су усвојили словенске обичаје и усвојили православно хришћанство, стапајући се са литванским племством. Као резултат спајања две културе, већина горњег слоја „Русина“ ујединила се са литванским племством и почела да се назива „Литвинима“, чувајући западноруски језик. Као резултат ових процеса, литванско племство постало је углавном „Русини“, док је племство у етничкој Самогитији наставило да користи свој матерњи језик. Западно-руски језик је стекао статус главног свештеничког језика у локалним пословима и односима са другим православним кнежевинама, латиница се користила у односима са западном Европом.
Упечатљив пример литвинизације у 19. веку било је мешање Јевреја, у то време највеће етничке групе међу буржоазијом у великим градовима Литваније, са етничким Самогитима са села. Овај процес литвинизације углавном је био демографски и није био системски. Обнављањем литванске државности спроведена је кампања са циљем културне и језичке асимилације других етничких група у Литванији, углавном Пољака и Немаца. Литванска Тариба је на конференцији у Вилњусу 1917. године усвојила резолуцију којом је проглашено право националних мањина на слободу да задовоље културне потребе. После Првог светског рата повећан је број јеврејских и белоруских представника у Државном савету Литваније, законодавном телу власти. Створена су министарства за јеврејске и белоруске послове; Међутим, након говора генерала Желиговског, Средња Литванија је отргнута од нове државе, а велике заједнице Белоруса, Јевреја и Пољака нашле су се ван Литваније. Због тога су министарства ликвидирана. 1920. Јеврејска заједница је добила националну и културну аутономију; међутим, делимично због унутрашњих борби између присталица хебрејског и јидиша, пројекат је напуштен 1924. После тога је у националној политици проглашен слоган „Литванија за Литванце“, а Јевреји су се нашли изолованији и отуђенији. 1919. било је 49 јеврејских школа, 1923. - 107, 1928. - 144. 1931. године број школа опао је на 115, што је бројка која је остала стабилна до 1940. .
Након стицања независности, у Литванији су се појачали националистички осећаји. Држава је настојала да повећа употребу литванског језика у јавном животу. Међу мерама које је предузела литванска влада била је обавезна литвинизација не-литванских имена.

## Удео пољског становништва у Литванији од 1929
Почетком 1920. године у Литванији је било 20 пољских школа. Њихов број се 1923. повећао на 30, али је потом пао на 24 1926. Главни разлог пада била је политика литванских хришћанских демократа да пребацују ученике у литванске школе, чији су родитељи у пасошима имали литванско држављанство. Након што је странка попустила контролу, број пољских школа попео се на 91. Убрзо након државног удара 1926. који је на власт довео националисте предвођене Антанасом Сметоном, одлучено је да се Литванцима забрани учење у пољским школама. Деца из мешовитих породица сада су морала да иду у литванске школе. Многи Пољаци у Литванији су у својим пасошима забележени као Литванци, па су били принуђени да уче у литванским школама. Као резултат, од тада је број пољских школа постепено опао на 9 до 1940. 1936. године донет је нови закон који је омогућавао образовање у пољској школи само ако су оба родитеља били Пољаци. С обзиром на ово, отворене су приватне пољске школе, којих је 1935. било више од 40. Углавном их је спонзорисала компанија Походниа. Слична ситуација се развила са немачким школама у регији Клаипеда .
Однос Литванаца према етничким Пољацима био је попут полукрвних Литванаца који су прошли полонизацију у претходним вековима и који су морали поново да се врате свом истинском идентитету. Важан фактор биле су и тензије између Литваније и Пољске због анектираног региона Вилњус од Пољске и културна и образовна ограничења којима су Литванци тамо били подвргнути. На пример, 1927. године у Пољској је затворено 47 литванских школа, а председник литванског удружења „Ритас“, слично пољском удружењу у Литванији „Походниа“, и 15 учитеља су ухапшени .
Док је Устав Републике Литваније гарантовао једнака права за све конфесије, литванска држава је одлучила да пренесе на Католичку цркву оне православне цркве које су раније наводно биле католичке. У ствари, 17 православних цркава, које никада раније нису припадале католицима, такође је претворено у католичке цркве. Уништено је 13 православних цркава. Све је то било праћено изразима гнева против православних у штампи и на састанцима. Покушавало се да се односи поправе верском заједницом. Пољаци су такође били дискриминисани. Антипољска осећања која су се појавила у годинама литванског националног препорода појачала су се. Националистички оријентисани свештеници, такозвани „литвански“ народ, инсистирали су на томе да литвански језик свуда замене пољским, који се вековима користио у богослужењу. Антипољска пропаганда спроведена је уз подршку државе. Појавили су се многи цртани филмови Пољака, где су их приказивали као скитнице или злочинце.

## Садашња ситуација
У савременој Литванији, независној након распада Совјетског Савеза, литвинизација није званична државна политика, али ултрадесничарске групе покушавају да је наметну, попут Вилније, чији поступци доводе до напетости у пољско-литванским односима.
Држава успоставља литвански облик имена људи и захтева уклањање пољских уличних знакова.